# Union Européenne de l’Artisanat et des Petites et Moyennes Entreprises
Die Union Européenne de l’Artisanat et des Petites et Moyennes Entreprises (UEAPME), im November 2018 umbenannt in SMEunited, ist ein Dachverband, der auf europäischer Ebene die Interessen des Handwerks sowie der kleinen und mittleren Unternehmen in der Europäischen Union vertritt.

## Mitgliederverband
Der 1979 gegründete Verband hat seinen Sitz in Brüssel und vertritt als Arbeitgeberverband auf europäischer Ebene 67 Mitgliedsorganisationen. Dabei handelt es sich um nationale branchenübergreifende Verbände, europäische Branchenverbände und andere assoziierte Mitglieder, die die KMU unterstützen. Innerhalb der EU nimmt der Verband die Interessen von 12 Millionen Unternehmen mit etwa 50 Millionen Mitarbeitern wahr, in ganz Europa vertritt sie 11 Millionen Unternehmen mit rund 50 Millionen Beschäftigten.
Der Verband ist eine gemeinnützige und überparteiliche Organisation. Durch die Fusion mit EUROPMI im Juli 1999 wurde sie zur einzigen europaweit tätigen Unternehmensvertretung für Handwerk und KMU. Infolge eines Kooperationsabkommens mit dem europäischen Industrie- und Arbeitgeberverband Businesseurope ist sie verhandelnder europäischer Sozialpartner.

## Aufgaben
Der Verband versteht sich als „Sprachrohr“ der Handwerksbetriebe und der KMU in Europa. Zu ihren Hauptaufgaben und -zielen zählen:
- Wahrnehmung und Vertretung der gemeinsamen Interessen ihrer Mitglieder gegenüber internationalen Institutionen
- Information der Mitglieder über alle sie betreffenden Themen der Politik der Europäischen Union
- Akademische, technische und rechtliche Unterstützung ihrer Mitglieder in allen Belangen der EU-Politik
- Unterstützung der europäischen Integration und Förderung der europäischen Zusammenarbeit
- Realisierung von gemeinsamen Aufgaben im Auftrag ihrer Mitglieder und Suche nach Lösungen für alle Probleme im Zusammenhang mit den oben genannten Zielen

## Organe
- Vollversammlung
- Verwaltungsrat
- Generalsekretariat
- Ausschüsse

Seit 2022 ist Petri Salminen Präsident.
Seit 2017 ist Véronique Willems Generalsekretärin. 